# Borys Jaźnicki
Borys Jaźnicki (ur. 19 kwietnia 1974) – polski aktor teatralny i filmowy.

## Życiorys
W 1997 roku ukończył studia na Akademii Teatralnej w Warszawie, jednak dopiero rok później uzyskując dyplom.

## Filmografia
- 1988: Królewskie sny − książę Fryderyk, narzeczony Jadwigi (odc. 3, 4)
- 1992: Żegnaj, Rockefeller − uczeń (odc. 3 i 13)
- 1996-2000: Dom − student (odc. 13); mężczyzna ze straży porządkowej strajkujących stoczniowców (odc. 25)
- 1997: Boża podszewka − składający przysięgę
- 1997: Wojenna narzeczona
- 1997-2010: Klan − kolega Jacka Boreckiego z banku
- 1997: Sława i chwała − Żyd przy murze getta
- 1997: Zaklęta − Sebastian
- 1998: 13 posterunek (odc. 8 i 36)
- 1998: Amok − student
- 1998: Billboard − Paweł Rolski, model Nowaka poznany w kawiarni
- 1998: Ekstradycja 3 (odc. 10)
- 1999: Egzekutor − pracownik klubu
- 1999: Krugerandy − „Lalka”
- 1999: Ostatnia misja − sekretarz Murana
- 1999: Pierwszy milion
- 2000: 13 posterunek 2 (odc. 2)
- 2000-2001: Adam i Ewa − kelner
- 2000: Egoiści − „Mały”, chłopak napastowany przez Ankę i Ilonkę w toalecie
- 2000−2001: Miasteczko − kandydat na męża Eli
- 2001: Marszałek Piłsudski − (rotmistrz Stanisław Radziwiłł, adiutant Piłsudskiego (odc. 5)
- 2001: Miodowe lata − aktor (odc. 85)
- 2001-2009: Na dobre i na złe − Marek, chłopak Kasi (odc. 61), strażak Wojtek (odc. 75); Piotr, mąż Ewy (odc. 371)
- 2001: Rodzina zastępcza − Piotr (odc. 66)
- 2002-2010: Samo życie − Czarek, barman w Cafe „Kredens”
- 2002: Sfora − pracownik banku (odc. 9)
- 2003: Ciało − pediatra w pociągu
- 2003: Kasia i Tomek − mężczyzna w kinie (głos, seria III, odc. 17)
- 2004-2011: Pierwsza miłość − Kazimierz, producent telewizyjnego show „Wojna Gwiazd”
- 2004: Pręgi
- 2004: Aryjska para − kelner z SS próbujący kawę Himmlera
- 2008: Kryminalni − reżyser (odc. 99)
- 2008: Teraz albo nigdy! − krawiec Borys (odc. 8 i 11)
- 2008: Trzeci oficer − tłumacz (odc. 6)
- 2011: Siła wyższa − dziennikarz Rafał Fino (odc. 12)